# Abgestutzte Riesenkeule
Die Abgestutzte Riesen- oder Herkuleskeule (Clavariadelphus truncatus) ist eine seltene, essbare Pilzart aus der Familie der Schweinsohrverwandten.

## Merkmale

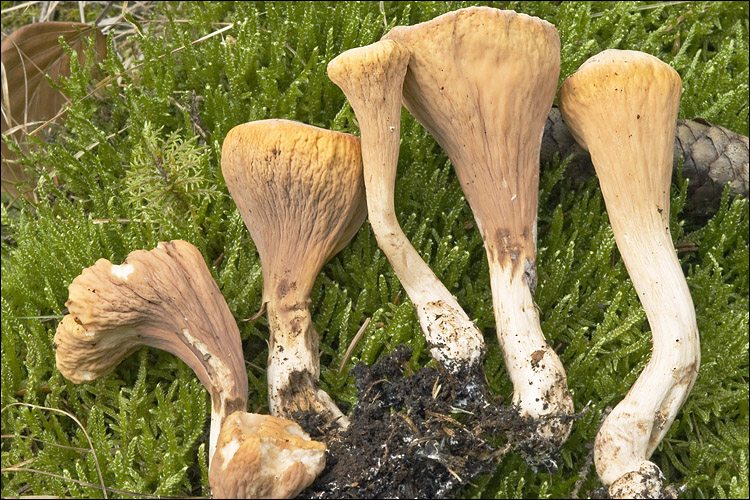
Eine Gruppe Fruchtkörper der Abgestutzten Riesenkeule

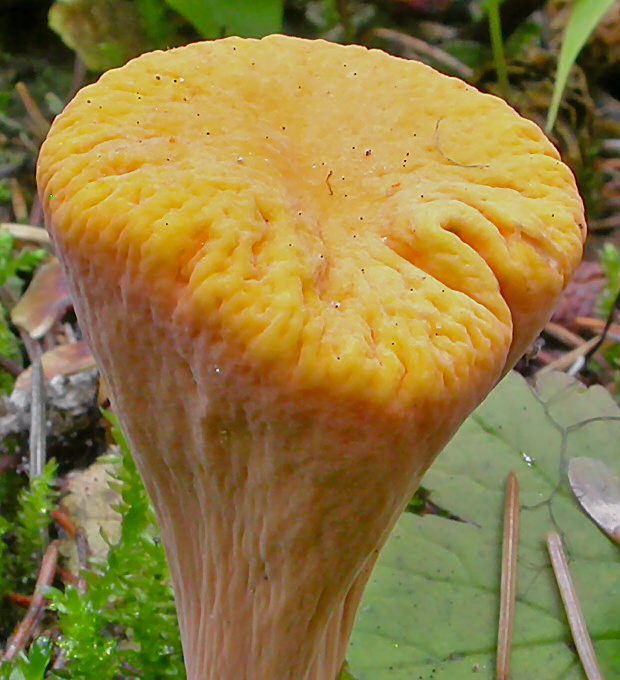
Fokus auf das obere, abgestutzte Ende eines Fruchtkörpers

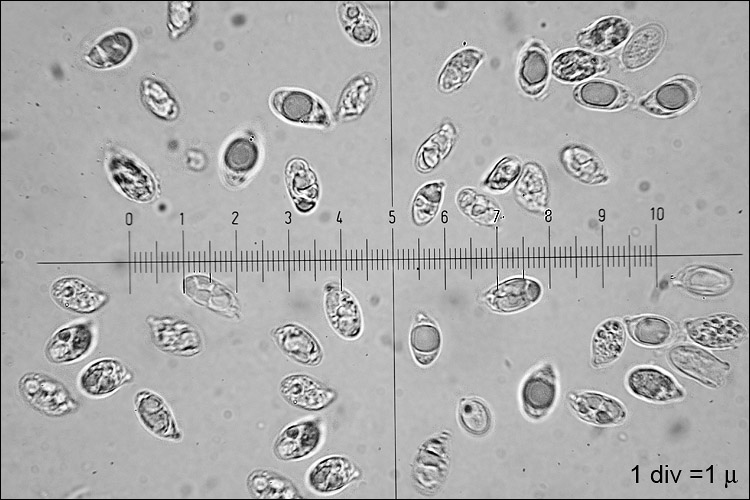
Sporen der Abgestutzten Riesenkeule im Lichtmikroskop

### Makroskopische Merkmale
Er bildet einzeln bis gesellig stehende, manchmal zusammengewachsene, nichtblättrige Fruchtkörper aus. Diese haben eine typische, am Scheitel deutlich abgeflachte bis eingedellte („abgestutzte“) Keulenform mit einem oft wulstig-gerunzelten Rand. Sie sind von außen gelb bis ockerorange. Zur Basis hin wird die Färbung etwas dunkler und kann ein Hauch von lila vorhanden sein, wobei weiter unten die Stielbasis selber hell ist. Die Oberfläche ist beim jungen Pilz glatt, wird jedoch später zunehmend runzelig. Der Pilz wird 5–11(–15) cm hoch und erreicht 2–5(–8) cm im Durchmesser. Das Fleisch ist weiß und fest, jedoch auch elastisch und zäh. Aufgeschnitten färbt es sich an der Luft braunrötlich, mit Kaliumhydroxid (KOH) färbt es sich (hell)rot, mit Eisen(II)-sulfat (FeSO4) grün. Das Fleisch schmeckt süßlich, mild, nach längerem Kauen oft bitter und riecht angenehm unauffällig.

### Mikroskopische Merkmale
Die Sporen werden an der Oberfläche des oberen Teils gebildet; der untere Teil ist steril. Das Sporenpulver ist weißlichgelb bis ockerfarben. Sie sind elliptoid, glatt und hyalin und messen 9–13 × 5–8 Mikrometer. Iodlösungen zeigen bei den Sporen keine Farbreaktion (inamyloid).

## Artabgrenzung
Aufgrund der typischen Form gilt die Art als schwer verwechselbar.
Eine entfernte Ähnlichkeit besteht mit der ungenießbaren Zungen-Riesenkeule (Clavariadelphus ligula). Sie kommt nur in Nadelwäldern vor und schmeckt mild. Die ebenfalls ungenießbare Herkules-Riesenkeule (Clavariadelphus pistillaris) ist größer, häufiger und schmeckt oft bitter.

## Ökologie und Phänologie
Sie wächst in Nadelwäldern in Mykorrhiza-Symbiose mit den Tannen.
Die Fruchtkörper wachsen zwischen August und November einzeln oder in kleinen Gruppen, nur vereinzelt erscheinen sie auch früher.

## Verbreitung
Die Abgestutzte Riesenkeule ist in Europa und Asien verbreitet und recht selten. Sie ist auf der polnischen Roten Liste gefährdeter Arten als gefährdete Art geführt.

## Bedeutung

### Inhaltsstoffe
Der Pilz enthält eine medizinisch bedeutende Isopren-ähnliche Verbindung. Er reichert Zink und das radioaktive Caesium-137 an.
Das enthaltene 24,25-Dihydroxy-2-(3-hydroxy-3-methylglutaryl)-lanostanon-(3) (englisch Clavaric acid) stört die Farnesylprotein-Transferase (ein bei der Tumorentstehung beteiligtes Enzym), was therapeutischen Wert für die Behandlung bestimmter Arten von Krebs vermuten lässt. Es bewirkte im Tierversuch an Mäusen eine Verringerung des Tumorwachstums.
Weiterhin zeigt der Pilz antimikrobielle Eigenschaften.

### Speisewert
Er ist essbar, aufgrund seiner Seltenheit jedoch schonenswert und steht manchenorts unter Naturschutz.